# Mleczaj niebieski
Mleczaj niebieski (Lactarius indigo (Schwein.) Fr.) – gatunek grzybów należący do rodziny gołąbkowatych (Russulaceae).

## Systematyka i nazewnictwo
Pozycja w klasyfikacji według Index Fungorum: Lactarius, Russulaceae, Russulales, Incertae sedis, Agaricomycetes, Agaricomycotina, Basidiomycota, Fungi.
Po raz pierwszy opisał go w 1822 r. Lewis David von Schweinitz, nadając mu nazwę Agaricus indigo. Aktualną nazwę naukową nadał mu Elias Fries w 1838 r. Synonimy:
- Agaricus indigo Schwein. 1822
- Lactarius indigo var. diminutivus Hesler & A.H. Sm. 1979
- Lactifluus indigo (Schwein.) Kuntze 1891[2].

Polską nazwę zarekomendowała Komisja ds Polskiego Nazewnictwa Grzybów w 2021 r.

## Występowanie i siedlisko
Najwięcej jego stanowisk podano w Ameryce Północnej i Środkowej, poza tym nieliczne w Azji. W Europie nie występuje.
Naziemny grzyb mykoryzowy.